# Cosmochilus harmandi
Cá duồng bay hay cá duồng xanh (Danh pháp khoa học: Cosmochilus harmandi) là một loài cá trong họ Cyprinidae thuộc bộ Cypriniformes.

## Đặc điểm
Thân cá hơi cao, dẹp bên, viền lưng cong cao. Đường bên hoàn toàn nằm giữa thân và cuốn đuôi. Thân xanh, lưng sẫm, bụng trắng bạc. Đầu nhỏ, nhọn, mõm ngắn và trơn, miệng nhỏ, kề dưới, co duỗi được, rạch miệng xiên chưa tới viền trước mắt, môi trên và môi dưới dày có nhiều mấu thịt nhỏ, mịn tạo thành viền rua quanh miệng. Có 2 đôi râu dài tương đương nhau. Mắt vừa phải, lệch phía trên đầu.
Vây lưng lệch về phía trước của thân, khởi điểm sau khởi điểm vây bụng, tia đơn cuối hóa xương cứng, phía sau có răng cưa, vây ngực, vây bụng, vây hậu môn nhỏ, tia đơn cuối vây hậu môn mềm và trơn bóng, vây đuôi phân thùy sâu, 2 thùy nhọn. Vẩy tròn, lớn vừa, phủ toàn thân., rìa vây lưng và vây đuôi đen nhạt, các vây khác vàng xám.